# Сикорский, Вадим Витальевич
Вади́м Вита́льевич Сико́рский (1922—2012) — русский советский прозаик и поэт, переводчик.

## Биография
Родился в Москве 19 марта 1922 года в семье поэтессы-песенника Татьяны Сикорской, которая позднее вышла замуж за Самуила Болотина. В юности оказался в эвакуации в Елабуге, где стал другом Георгию Эфрону, сыну поэтессы Марины Цветаевой.
Геннадий Красухин пишет о его юности: «Будучи студентом, прочитал на семинаре написанное им стихотворение „Бабы“. И немедленно был исключён с формулировкой „за искажённое изображение жизни в колхозе и судьбы колхозницы“. Но вскоре на счастье Сикорского пришёл новый ректор — Фёдор Гладков, которому понравились стихи Вадика, и он восстановил его в институте»
В 1948 году окончил Литературный институт имени А. М. Горького; тогда же начал печататься.
Первый сборник «Лирика» (1958) за отрыв от действительности раскритиковали в газете «Литература и жизнь», публично поддержал тогда стихотворца только К. Ваншенкин.
Работал как переводчик. Некоторое время В. В. Сикорский заведовал отделом поэзии в журнале «Новый мир». В 1980-е годы Вадим Сикорский писал прозу.
Вадим Витальевич Сикорский умер 12 июля 2012 года в Москве,. Похоронен в родственной могиле  на Кунцевском кладбище города Москвы, участок 10.
Юрий Поляков написал в его некрологе: «Один из могикан некогда многочисленного и могучего племени советских поэтов, точнее, поэтов советской эпохи. Он дебютировал с книгой „Лирика“ в 1958 году уже зрелым человеком, а по меркам нынешних скороспелых дебютов — и вовсе „стариком“. Его стихи были лаконичны, афористичны, сдержанны, почти лишены примет неизбежной тогда политической лояльности, что выгодно отличало их от многословия эстрадной поэзии, изнывавшей от этой самой лояльности. (…) Сикорский был всегда сосредоточен на странностях любви, на вечных и проклятых вопросах (…) …Об этом он иногда, под настроение, хмуро рассказывал нам, молодым стихослагателям, посещавшим его семинар в Литературной студии при МГК ВЛКСМ и Московской писательской организации. Педагогом Вадим Витальевич был блестящим: одним изумленным взглядом, одним ироническим цитированием мог навсегда вылечить начинающего от пристрастия к рифмам типа „была — ушла“».
О работе Сикорского он сообщает так: «Много лет работая в отделе поэзии „Нового мира“ под началом своего друга Евгения Винокурова, он помог с публикациями в этом сакральном журнале советской эпохи многим дебютантам, в том числе и мне. После 1991-го, когда в поэзии воцарился концептуальный цирк, Сикорский ушел в тень, его публикации стали редкостью, он сел за большой роман, главу из которого „ЛГ“ напечатала несколько лет назад. До последнего времени он оставался бодр, в его крепком стариковстве явно угадывался некогда полный страстей красивый, сильный мужчина, овладевший не одной женской привязанностью, чувствовавший себя без любви, „как скульптор без глины“». С присущей ему самоиронией он как-то назвал себя в стихах «атлетическим повесой»…".
Пародию на стихотворение Сикорского
Мне больше прочих интересен — я
Не надо иронических усмешек.
Объект для изученья бытия
я сам себе. Я крепенький орешек
написал Александр Иванов
<…>
Я убедился в том, что я — орех.
не грецкий, не кокосовый — Сикорский!
<…>
Но временами наползает страх —
боюсь, как бы меня не раскусили.

## Творчество
Первый сборник Сикорского под названием «Лирика» был опубликован в 1958 году и состоял в большинстве своём из миниатюр. Основные темы, которые затронул автор, касались природы, любви, труда и мужества.
- Другие сборники автора: «Соты» (1962), «Грань» (1966), «Контур» (1969), «Полюса» (1974), «Избранные стихотворения» (1975), «Веление» (1976), «Зимние реки» (1978), «Знак» (1980), сборник «Стихотворения» (1983).
- Книга прозы «Капля в океане» (повесть «Фигура», роман «Швейцарец»)
- «Дикомирон» (2015) — потаённый[6] роман, издан посмертно.

Поляков пишет: «В предисловии к „Избранному“ в 1983 году он писал: „Главным в поэте я всегда считал уникальную способность оказаться наедине с миром, со вселенной, со звездами, с самим собой. Умение взлететь ввысь сквозь любые учрежденческие потолки, сквозь стены и этажи увеселительных заведений, сквозь тяжелые железобетонные стены любых подвалов“».
Современный литературовед Камиль Хайруллин пишет: «до сих пор мне часто приходилось по крупицам отыскивать проявления космизма в стихах разных поэтов. А в случае с поэзией Сикорского я сразу наткнулся на большой массив стихов, выражающих умонастроения космизма. Был сделан вывод: Вадим Сикорский — замечательный поэт-космист второй половины XX века, и его идейно-поэтическое наследие заслуживает соответствующего философского анализа».
По собственным словам, именно он предложил завершающие строки — «Но помнит мир спасенный, Мир вечный, мир живой…» в знаменитую песню Андрея Эшпая и Евгения Винокурова «Москвичи»

## Оценки современников
Юрий Поляков: «поэт он был интересный, хотя и не первого ряда, зато оказался великолепным мастером-наставником.»
Софья Багдасарова:«поэт Вадим Сикорский, был красавец «весь из себя», породистый, с наглыми стальными глазами»

## Семья
Жена — Алла Белякова, дочь известного летчика. Опубликована её переписка с дочерью Марины Цветаевой «Туруханские письма. Ариадна Эфрон — Алла Белякова», М., 2009. Сам Вадим оставил воспоминания о Елабуге, где он короткий период был другом сына Цветаевой.
Дети: Алексей (1947—2010) и Александр (род. 23 марта 1951) Сикорские. Второй известен как Алик Сикорский, лидер и солист группы «Крестоносцы», позднее — группы «Атланты», ветеран русского рока.